# (2895) Memnon
(2895) Memnon (1981 AE1) – planetoida z grupy trojańczyków okrążająca Słońce w ciągu 11,98 lat w średniej odległości 5,23 j.a. Odkryta 10 stycznia 1981 roku.